# Villalvernia
Villalvernia – miejscowość i gmina we Włoszech, w regionie Piemont, w prowincji Alessandria.
Według danych na styczeń 2010 gminę zamieszkiwało 991 osób przy gęstości zaludnienia 214 os./1 km².